# تومته‌بو
تومته‌بو (به سوئدی: Tomtebo) یک منطقهٔ مسکونی در سوئد است که در بخش اومیا واقع شده‌است. تومته‌بو ۰٫۲۶ کیلومتر مربع مساحت و ۶۳۳ نفر جمعیت دارد.